# Hemiceras timea
Hemiceras timea är en fjärilsart som beskrevs av William Schaus 1939. Hemiceras timea ingår i släktet Hemiceras och familjen tandspinnare. Inga underarter finns listade i Catalogue of Life.